# Підліткова література
Підліткова література — література, написана для підлітків з урахуванням їхнього когнітивного, фізичного, емоційного та мовного розвитку. До підліткової літератури також часто зараховують літературу, яка була написана для дорослих, але ввійшла в коло підліткового читання. Головним героєм підліткової літератури зазвичай є підліток, а теми та сюжети відображають його досвід, інтереси, проблеми та погляд на світ. Важливою ознакою підліткової літератури є голос наратора або персонажів, що відображає внутрішній світ та мову підлітка.
Підліткова література охоплює цілий спектр жанрів та піджанрів, серед яких — реалістична проза, психологічна проза, фантастика, фентезі, готичний роман, графічний роман, роман у віршах, історичний роман, пригодницький детектив, романізована казка, любовний роман, роман-щоденник, технотрилери, кіберпанк тощо.

## Визначення підліткового віку
Виділяти підлітків в окрему вікову групу почали, як стверджує французький історик Філіп Арьєс, у ХІХ столітті. Ще раніше, у попередні віки, в європейській культурі поступово почав збільшуватися проміжок між настанням статевої зрілості та початком самостійного життя, вступом у шлюб. Цьому періодові стали притаманні свої риси. У ХІХ столітті формуванню уявлення про підлітковий вік як окремий етап сприяли зміни в системі освіти: дітей почали розподіляти по класах за віком, також відбулося чітке розмежування початкової, середньої та вищої освіти.
1904 року у праці «Юність» (англ. Adolescence) американський психолог та педагог Стенлі Холл (Granville Stanley Hall) уперше в англомовній літературі розробляє теорію підліткового віку (англ. young adult) як окремого етапу. За словами Холла, цьому етапові притаманні риси, які він назвав «шторм і стрес» (storm and stress): конфлікти з батьками, переміни настрою та ризикована поведінка. У подальших дослідженнях 2 половини ХХ століття науковцям вдалося розвінчати міф про те, що ці риси є визначальними для підліткового віку.
Відтак теорію підліткового та юнацького віку розвивали такі дослідники, як Ерік Еріксон, Жан Піаже, Лоренц Кольберг та інші. За визначенням Е. Еріксона підлітковим (adolescence) вважається вік з 14 до 18 років.

Згідно з термінологією Фонду народонаселення ООН, підлітками вважаються особи у віці 14-19 років 
Читацькі смаки молодших і старших підлітків дуже різняться. В англомовній літературі книжки для підлітків зазвичай поділяють на підкатегорії: відповідниками є терміни «підліткова проза» та «юнацька проза» або ж «книжки для молодших підлітків» та «книжки для старших підлітків».

## Поява та розвиток підліткової літератури в Європі та США
Література, яка зображала протагоніста-підлітка, з'явилася задовго до виокремлення підліткової літератури як окремого феномену. Наприклад, головним героєм іспанської крутійської повісті (пікарески) «Життя Ласарільйо з Тормеса» (1554 рік) є хлопець-підліток, що переживає ряд випробувань. Героям трагедії Шекспіра «Ромео і Джульєтта» (1594—1594 рр.) 16 і 13 років відповідно. Утім, такі твори не виділялися в окрему групу «підліткових», вони були адресовані дорослим читачам. Це стосувалося й таких знакових текстів, як «Над прірвою в житі» (1951) Девіда Селінджера та «Володар мух» (1954) Вільяма Голдінга, що мали величезний вплив на розвиток власне підліткової літератури.
Однією з перших почала виділяти підлітків як окрему групу британська письменниця та літературний критик Сара Тріммер (1741—1810). У періодичному виданні The Guardian of Education вона ввела поняття «книжки для дітей» (до 14 років) та «книжки для підлітків» (14-21 рік).
У ХІХ столітті виходять друком твори, орієнтовані на дорослих читачів, які згодом увійдуть у коло підліткового читання: The Swiss Family Robinson (1812) Йоганна Девіда Вісса, «Веверлі» (1814) та «Айвенго» (1819) Вальтера Скотта, «Олівер Твіст» (1838) Чарльза Діккенса, «Граф Монте-Крісто» (1844) Олександра Дюма, «Діти капітана Гранта» (1867) Жуля Верна, «Маленькі жінки» (1868) Луїзи Мей Олкотт (утім, присвячені юним племінницям), «Острів скарбів» (1881—1882) Роберта Луїса Стівенсона, «Пригоди Гекльберрі Фінна» (1884) Марка Твена та інші.
Адресувати тексти юним читачам письменники почали задовго до появи терміна «підліткова література». На початку та в першій половині ХХ століття було написано такі тексти, як «Енн із Зелених Дахів» (1908) Люсі Мод Монтгомері, «Таємний сад» (1909) Френсіс Бернетт, «Еміль і детективи» (1929), «Витівки близнюків» (1949) Еріха Кестнера та ін.
Виокремленню феномену підліткової літератури передувало формування підліткової культури. З 1922 року такі американські журнали, як «Scholastic», започаткували колонки, присвячені підлітковим інтересам, зокрема побаченням та танцям. 1941 року вперше було вжито слово «тинейджер». Популярності це слово набуло з 1956 року завдяки пісні Ґейл Сторм (Gale Storm) «Молитва тинейджера» (Teenage prayer).
1956 року Американська асоціація бібліотек почала активно вживати термін «юнак» (young adult), позначаючи, зокрема, і окрему категорію відвідувачів бібліотек. Поступово в літературі формується потреба текстів, орієнтованих саме на підліткову аудиторію, що відображатимуть інтереси, досвід та реалії цієї вікової групи. 1951 р. в «Англійському журналі» (The English Journal) надруковано есей «Роман для юнацтва» (The Novel for the Adolescence) Д. Л. Бартон (D. L. Burton), в якому звучить заклик: література для підлітків має відображати споріднений та близький їм досвід, а також апелювати до їхніх інтересів.
В США першими книжками, написаними спеціально для підлітків, вважаються «Суперник» (The Contender) Р. Ліпсайта (R. Lipsyte) та «Аутсайдери» (The Outsiders) С. Е. Хінтон (S. E. Hinton) (обидві — 1967 рік). 1970—1980 роки називають золотим віком підліткової літератури в англомовних країнах. Увагу авторів реалістичної підліткової прози починають привертати складні теми: смерть батьків, убивства, зґвалтування, самогубство тощо. Дослідники починають говорити про «ультрареалізм» або ж «гіперреалізм» як один із напрямів реалістичної прози для підлітків. З кінця 1960-х і до початку 2000-х досить активно вживається термін «проблемна проза», «проблемний роман» на позначення соціально чи психологічно гострої підліткової прози. Паралельно досить активно публікуються історії про щоденне життя та любовні романи для підлітків. У 1990-2000-х діапазон складних тем у підлітковій прозі стає ще різноманітнішим: піднімаються питання алкоголю, статевого життя, вживання наркотиків, ранньої вагітності, ідентичності та ін. 1997 року виходить друком роман Джоан Ролінґ «Гаррі Поттер і філософський камінь» — перша книжки із семи про пригоди юного чарівника. Шалений успіх усієї серії в цілому світі стає поштовхом до ще більшого розквіту ринку підліткової літератури в країнах Заходу. Відтак велику популярність здобувають серії «Голодні ігри» Сюзанни Коллінз, «Сутінки» Стефені Маєр та подібні. Нерідко підліткові книжки стають кросоверами — їх читають не лише підлітки, а й дорослі, що стає приводом для численних дискусій у ЗМІ на теми «здитиніння» дорослих читачів, феномену кідалтів.
У книжці «Підліткова література: від романтики до реалізму» (Young Adult Literature: From Romance to Realism) дослідник Майкл Карт (Michael Cart) зазначає, що підліткова література здобула незалежність та остаточно відокремилася від дорослої чи дитячої літератури в середині 90-х років ХХ століття. В США розвиток підліткової літератури стимулюється, зокрема, літературними преміями, найвідомішою з яких є Премія імені Майкла Л. Прінтза (The Michael L. Printz Award). Вперше медаль було вручено 2000 року Лорі Холс Андерсон (L. H. Anderson) за роман «Говори» (Speak), про психологічну травму в результаті насильства. Медаль щорічно вручається авторові, чия книжка вважається найбільшим внеском до підліткової літератури США. Американська Медаль Джона Ньюбері та британська Медаль Карнегі присуджуються як дитячим, так і підлітковим виданням.

## Зародження української дитячої та підліткової літератури
Друга половина ХІХ століття — це період зародження української дитячої літератури як відносно масового явища. Про виокремлення літератури підліткової та юнацької як окремого феномену ще не йдеться. Зазвичай під поняттям «діти» письменники та педагоги цього часу розуміють аудиторію власне дітей та молодших підлітків.
Українська дитяча література епохи позитивізму має свою специфіку. Дослідник Сергій Іванюк зазначає: «Дуже часто це була бідна Харитя, на якій особливо болісно й трагічно відбивалася соціальна несправедливість суспільства […] Дитина виявлялася носієм дитячої долі — найстрашнішої і найбіднішої навіть порівняно зі страшною й бідною долею цілого народу. Ця доля була гострим і безкомпромісним мірилом моральності суспільства, засобом його повного засудження. Якщо в західноєвропейських літературах діккенсівські Олівери „без родини“ після страшних пригод і безнадійних пасток, зрештою, знаходили родину й щастя, то український і російський позитивізм не залишав їм оптимістичного фіналу — східноєвропейська ментальність авторів своїх гутаперчевих дітей підземелля вбивала».
У другій половині ХІХ — на початку ХХ століття для дітей пишуть такі автори, як Марко Вовчок, Левко Боровиковський, Ганна Барвінок, Іван Франко, Олена Пчілка (повість «Товаришки» увійшла в коло підліткового читання), Борис Грінченко, Михайло Коцюбинський, Степан Васильченко, Володимир Самійленко, Олександр Олесь, Уляна Кравченко, Леонід Глібов, Іван Нечуй-Левицький, Архип Тесленко, Леся Українка, Володимир Винниченко, Олекса Стороженко, Василь Щурат, Катря Гриневичева та ін. Серед жанрів домінують поезія, літературна казка та реалістична проза. Важливим чинником розвитку дитячої літератури стають букварі та читанки для українських шкіл.
Про потребу адресувати школярам книжки відповідно до рівня їхнього розвитку та потреби розвивати емпатію та пише ще Пантелеймон Куліш 1862 року: «Для детей въ школахъ чересчуръ дельныхъ кнігъ, покаместъ не нужно. Имъ нужно такія книги, которыя бы могли быть для нихъ совершенно понятны, къ которымъ было бы сочувствіе у детей и у родителей, при чтеніи техъ книгъ детьми дома и которыя бы могли служить средствомъ нравственно-религіознаго развитія дитяти» (Черниговский листок, № 27).
«Молодь» як окрему читацьку групу зі своїми особливостями українські письменники, редактори та видавці чітко вирізняють з кінця ХІХ століття. В Україні починають виходити друком періодичні видання та серії книжок, адресовані цій аудиторії. З 1890 до 1914 року у Львові публікується двотижневик для дітей і молоді «Дзвінок», заснований педагогом Володимиром Шухевичем. У ньому друкується більшість українських письменників того часу, що пишуть для юного читача (І.Франко, Леся Українка, І.Нечуй-Левицький та інші). Також у «Дзвінку» виходять друком переклади «Подорожі Гулівера» Д. Свіфта, «Казки 1001 ночі», Р. Кіплінґа, Марка Твена та багатьох інших зарубіжних письменників. У 1901—1902 рр. у Чернівцях виходить друком бібліотека «Молодої України» за ред. В. Сімовича з творами для студентської молоді. Борис і Марія Грінченки засновують при видавництві «Вік» бібліотеку «Молодість», в якій виходять друком «Пригоди Тома Сойєра» і «Пригоди Гека Фіна» М. Твена, «Серце» Амічіса та інші твори для юних читачів.

## Українська підліткова література ХХ століття
Одним із перших адресував свої історичні повісті та оповідання юнацтву Адріан Кащенко (1858—1921). Серед його творів: «Борці за правду» (1913) — історичний роман про Івана Богуна, історичні повісті «Славні побратими» (1913), «Зруйноване гніздо», (1914) та «Під Корсунем» (1914), збірки оповідань та ін. Героїка Запорозької Січі мала, на його думку, сприяти формуванню в молоді української ідентифікації. 1932 року, через 11 років після смерті письменника, його ім'я та твори було піддано забороні радянською владою.
1918 року з'являється, за визначенням Михайла Слабошпицького, «українська робінзонада» — пригодницька повість Вал. Золотопольця та Ігоря Федіва «Життя та дивовижні пригоди козака Миколи на безлюдному острові». 1920 року у Празі виходить друком роман для дітей та юнацтва «Чмелик» Василя Короліва (Старого) про юнака з Полтавщини, який змушений поневірятися світом та зрештою дістається аж до Австралії.
Слідами Кащенка пішли й інші українські письменники цього часу. Андрій Чайковський (1857—1935) пише твори про Козаччину, що мають сприяти пробудженню в молоді національної свідомості: «За сестрою» (1907), «Віддячився» (1913), «Козацька помста» (1919), «На уходах» (1921), «Олексій Корнієнко» (1924), «До слави» (1929), «Полковник Михайло Кричевський» (1935), «Перед зривом» та ін. Юліан Опільський (1884—1937) пише історичні твори про часи Козаччини та Київської Русі, адресовані широкому читачеві: історичний роман «Опирі» про події поч. XVII ст. (1 частина опублікована 1920 р.), повість «Сумерк» (1922) — негайно заборонена, «Діти Одіна» (1932) та ін. У схожому ключі писав автор історичної прози пізнішого часу Теодор Микитин (1913—1995).
1927 р. опубліковано повісті «Олив'яний перстень» Степана Васильченка, «В тумані минулого» та «Люди з червоної скелі» Григорія Бабенка, «Любі бродяги» В.Таля. 1929 року В.Таль публікує повість «Незвичайні пригоди бурсаків», а наступного року — повість «У світ». Перший негативний юний персонаж на фоні романтизованих дітей та підлітків в інших творах 20-х років з'являється 1929 р. у повісті Івана Микитенка «Вуркагани». 1931 року виходить друком повість Григорія Бабенка «Шляхом бурхливим», адресована юним читачам.
Початок 1930-х років в СРСР позначений надзвичайно пильною увагою влади до освіти та дитячої і юнацької літератури. З бібліотек вилучаються «шкідливі» твори, багатьох письменників піддано репресіям та фізичному знищенню. На зміну забороненим авторам приходить нове покоління дитячих та підліткових письменників, озброєних радянською ідеологією.
Література для дітей та молоді мислиться передусім як метод виховання, зокрема ідеологічного. Юний герой як модель радянської особистості є носієм суспільної моралі, соціального обов'язку та комуністичних ідей. Його рисами стають любов до праці, дисципліна, оптимізм, що веде до перемоги нового над старим.
У цей час виходить друком дилогія Олександра Копиленка «Дуже добре» (1936) та «Десятикласники» (1938). Юним читачам адресовано повісті Олеся Донченка «Школа над морем» (1937 р.), «Карафуто» (1940) та ін. Пригодницькі повісті пише також Микола Трублаїні: «Лахтак» (1935), «Мандрівники» (1938), "Шхуна «Колумб» (1940) та ін. Наукову фантастику та пригодницьку прозу пише Володимир Владко: «Аргонавти Всесвіту» (1938), «Нащадки скіфів» (1939) та ін.
Створюються видавництва літератури для дітей та підлітків: «Радянська школа», «Держлітвидав» (з 1964 «Дніпро»), «Молодь», «Дитвидав УРСР» (1964 року змінить назву на «Веселка»).
Окремим феноменом радянської підліткової та юнацької прози є твори про піонерів-героїв, передусім в обставинах Великої Вітчизняної війни, але також і на тлі попередніх історичних подій.
У 1950—1980-х роках активно розвиваються жанри шкільної, піонерської, побутової повісті, перейняті ідеями комуністичної педагогіки та пронизані зразками для наслідування. Розвивається також реалістична психологічна проза.
Наприкінці 1950-х — на початку 1960-х з'являються твори, що поєднують дидактизм комуністичного зразка із загальнолюдськими цінностями. Це тексти Всеволода Нестайка, Григіра Тютюнника, Євгена Гуцала, Віктора Близнеця, Миколи Вінграновського, адресовані дітям та молодшим підліткам.
У коло підліткового читання входить українська радянська фантастика, що переживає новий етап розвитку з 1960-х років (Євген Гуцало, Юрій Щербак, Микола Білкун, Георгій Почепцов, Юрій Ячейкін, Володимир Чемерис, Наталя Околітенко, Анатолій Дімаров, Анатолій Стась, Володимир Грибенко, Юрій Лоцманенко, Віктор Савченко, Олег Романчук, Олександр Тесленко, Андрій Дмитрук, Наталія Конотопець, Віктор Положій та ін.)

## Українська проза для підлітків 2000—2015 років
Реалістична підліткова література після 2000—2015 років представлена такими авторами, як Оксана Думанська («Спосіб існування білкових тіл»; «Дитя епохи»), Степан Процюк («Марійка і Костик», «Залюблені в сонце», «Аргонавти», «Вітроломи»), Валентин Бердт («Мій друг Юрко Циркуль та інші»), Оксана Лущевська («Інший дім», «Мені не потрапити до Книги рекордів Гіннеса»), Сергій Гридін («Не такий»), Іван Андрусяк («Закоханий Бурундук та інші розбишацькі історії»), Оксана Сайко («Новенька та інші історії», «Кав'ярня на розі»), Галина Рис («Намалюй мене пташкою») та ін.
У жанрі історичної прози працює Володимир Рутківський (тетралогія «Джури», «Потерчата»), Зірка Мензатюк («Як я руйнувала імперію»),  Олександр Зубченко («Перемагаючи долю»), Олександр Гаврош ("Пригоди тричі славного розбійника Пинті", Неймовірні пригоди Івана Сили"), виходять друком графічні романи «Даогопак» Максима Прасолова та Олексія Чебикіна, «Герой поневолі» (адаптація повісті Івана Франка від Міхая Тимошенка та Кирила Горішного).
У жанрі пригодницького роману та детективу пишуть Марина Павленко (серія детективів з елементами казки про Русалоньку), знана «доросла» письменниця Ірен Роздобудько («Арсен»), Олекса Білобров («На межі можливого»), Антон Санченко («Нариси бурси», «Левантійські канікули»), Андрій Кокотюха та ін.
У коло підлітково читання також входить українська фантастика, представлена україномовними та російськомовними авторами. Серед останніх найбільшою популярністю користуються тексти М. і С. Дяченків, Г. Л. Олді, А.Валентинова, Олексія Бессонова, І.Потаніної, В. Арєнєва, Наталі Щерби та ін. Україномовна фантастика представлена такими авторами, як Дара Корній, Марина Соколян, Дмитро Кузьменко, Сергій Оксеник, Галина Пагутяк, Костянтин Матвієнко, дует Ілони Волинської та Кирила Кощеєва та ін.

## Теми та специфіка підліткової прози
Європейська та американська підліткова література, як реалістична, так і фантастична, звертається до широкого кола тем. Серед них: ідентичність, тілесність, дружба, кохання, сексуальність, булінг, сімейні проблеми, стосунки з молодшими братами/сестрами, розлучення, боротьба за лідерство, робота, проблеми з навчанням, депресія, самогубство, смерть, алкоголь, наркотики, гроші, класова приналежність, субкультури тощо.
Дослідник Джон Бушман (John H. Bushman) у статті «Література для юнацтва в класі — чи є така?» (Young Adult Literature in the Classroom — Or Is It?) зазначає, що юнацька література — це література, яка дає відповіді на запитання, що ставляться в юному віці, зосереджується на питанні пошуку свого «я», тобто веде до самоідентифікації. А. Карре (A. Karre) зазначає, що підліткова література — це жанр, який зображає весь соціум з підліткового погляду.
Донна Нідей (Donna Niday) у навчальному курсі «Підліткова література» виділяє десять характерних рис такої літератури: 1) протагоніст-підліток; 2) здебільшого розповідь від першої особи (трапляється виклад і від третьої особи); 3) зображення дорослих персонажів з точки зору підлітків; 4) часова лімітованість персонажів (певний віковий зріз); 5) впізнаване підліткове оточення; 6) підлітковий сленг; 7) детальні описи зовнішності та одягу; 8) позитивна розв'язка; 9) кілька паралельних сюжетних ліній; 10) довжина тексту приблизно від 125 до 250 сторінок.
Американська письменниця Жаклін Вудсон (Jacqueline Woodson) стверджує, що для підліткового роману «важливо крокувати світом з розплющеними очима» — помічати проблеми та чесно й відверто їх артикулювати.
Роман для підлітка відрізняється від роману для дорослих голосом наратора чи протагоніста, який завжди має бути «голосом підлітка» та передавати турботи цієї групи читачів.